# 프리즘 아크
《프리즘 아크 ~프리즘 하트 에피소드2~》(プリズム・アーク 〜プリズム・ハート エピソード2〜, PRISM ARK ~PRISM HEART II~)는 2006년 8월 25일 일본의 파자마소프트사에서 발매한 성인용 게임으로서 DVD-ROM 1장으로 출시되었다. 제목 그대로 2000년 같은 회사에서 발매한 『프리즘 하트』의 속편이며 전작 캐릭터들의 한 세대 뒤를 배경으로 하고 있다.
일본의 코믹마켓 제71회에서 팬디스크인 『테레사 투 하트』를 한정 발매한 바 있으며 2008년 1월 발매를 목표로 팬디스크『프리즘 아크 러브러브 맥시멈』을 제작하였고
또한 미디어 믹스도 진행 중으로 2007년 10월부터 TV 애니메이션이 12월까지 방영되었다.
그리고 2008년 중 플레이스테이션 2로 이식되어 프리즘 아크 -AWAKE-(일본어: プリズム・アーク -AWAKE-, PRISM ARK -AWAKE-)라는 제목으로 발매하였다.

## 등장인물
성우이름에 대해선 별도의 표기가 없는 경우 드라마CD/TV 애니메이션의 순서로 기입한다. 참고로 PC게임 원작의 경우는 비공개로 되어있다. 또한 캐릭터 설명은 TV 애니메이션에서 새로 등장한 캐릭터를 제외하곤 별도의 표기가 없는 이상 원작 게임을 기준으로 한다.
하야웨이(ハヤウェイ)
성우：스즈무라 겐이치/카키하라 테츠야
본 작품의 주인공. 낙천가 성격이며 아라 그라듀스라는 이름의 검을 사용한다. 기본적으론 검사 속성이지만 공격마법과 치유 마법도 자유롭게 구사 가능한 사실상 만능 캐릭터.
프리시아(プリーシア)
성우：사카키바라 유이(드라마CD, TV 애니메이션 동일)
로젠베르그 기사학원에 재학 중. 학원 내에선 행방불명된 윈드랜드의 공주일지도 모른다는 소문히 공공연히 돌고 있지만 본인은 그렇게 신경 쓰고 있지 않은 듯하다. 검사 속성의 캐릭터.
카구라(神楽)
성우：나바타메 히토미(드라마CD, TV 애니메이션 동일)
프리시아의 호위 임무를 위해 동방의 나라에서 온 소녀. 말 수가 적고 감정 표현이 없는 편. 하지만 생명을 함부로 생각하는 것에는 굉장히 엄격하다. 보기와는 다르게 평소에는 둔한 면도 보여주기도 한다. 치유 마법에 강한면을 보이는 캐릭터.
펠(フェル)
성우：미즈하시 카오리(드라마CD, TV 애니메이션 동일)
키가 작고 수상한 귀를 달고 있는 소녀. 밝고 시끌시끌한 성격에 소문을 좋아하는 면을 가지고 있다. 공격 마법 캐릭터로 강대한 마법의 힘을 가지고 있으나 일정 수준 이상의 강력한 마법을 하려고만 하면 기침이 나는 등의 이유로 번번이 실패만 한다. 천사에 대해선 유난히 공포심을 가지고 있다. 공격 마법이 특기이다.
미부 카린(壬生華鈴)
성우：마츠이 나오코(드라마CD, TV 애니메이션 동일)
비엘라로부터 로젠베르그 기사학원으로 부임한 전투교관. 보기와는 다르게 길치이다. 전투 중 만나는 시스터 헬에게는 유난히 적개심을 보이는데….
피리아(フィーリア)
성우：모모이 하루코(드라마CD, TV 애니메이션 동일)
하야웨이의 여동생. 남을 위해 일하는 걸 좋아하며 자신이 오빠를 챙겨야 한다고 항상 생각한다. 한편으론 하야웨이 근처에 여자들이 친밀하게 접근하는 모습을 보면 매우 질투하는 모습도 보여준다.
릿테 라듀스(リッテ・ラートゥス
성우：코야마 키미코(드라마CD, TV 애니메이션 동일)
하야웨이들의 담임. 보기에는 어린애로도 오인받을 정도의 모습이지만 학자로서는 상당한 지식의 소유자.
시스터 헬(シスター・ヘル)(테레사 디렛트(テレサ・ティレット))
성우：아사카와 유우(드라마CD, TV 애니메이션 동일)
어느날 주인공 앞을 막아서는 인물. 서브룸 제국의 용병으로서 커다란 십자가를 무기로 사용하며 그 악명은 자자할 정도. 카렌과는 과거에 서로 만난 적이 있는 듯하다.
루아(ルーア) (PS2판 신 히로인)
PS2판에 새로이 등장하는 히로인. 잃어버린 과거의 기억을 찾고있는 소녀로 프리시아 일행에게 구해져 행동을 함께하고 있다.
키자로프 폰 로젠베르크(キザーロフ・フォン・ローゼンベルグ)
성우：오카노 코스케(드라마CD, TV 애니메이션 동일)
로젠베르그 기사학원을 세운 장본인. 보통 때는 무척이나 에로를 좋아하는 아저씨 같지만 여차할 때는 진지한 모습을 드러내기도 하며 검술실력 또한 초일류급으로 마이스텔과 겨뤄도 지지 않을 정도. 마이스텔과는 친우사이이다.
암흑기사(暗黒騎士)
성우：코야스 타케히토/하야미 쇼
검은 갑옷을 두르고 얼굴을 가린 채 주인공 앞에 나타나는 수수께끼의 인물.
마이스텔(マイステル)
성우：코바야시 유우 (PC판 게임에선 음성없음)
전작 프리즘 하트의 주인공으로 프리즘 아크에선 윈드랜드의 국왕이 되었으나 현재 실종 중인 상태.
프린세아(プリンセア)
성우：아사노 마스미 (PC판 게임에선 음성없음)
전작 프리즘 하트의 메인 히로인으로 프리즘 아크에선 윈드랜드 국왕의 아내이지만 현재 국왕과 함께 실종 중인 상태.
브리짓트(ブリジット)
성우：아스미 카나 (PC판 게임에선 미등장)
본명은 세리마. 서브룸 제국 국왕의 딸로서 실종된 윈드 랜드 국왕의 딸을 찾아내어 암살하기 위하여 브리짓트라는 이름으로 로젠베르그 기사학원에 잡입한다. 보통때는 멍해 보이지만 여차한 순간에는 본성을 보이기도 한다.
프리시아님 친위대 (PC판 게임에선 미등장)
아이라 성우：코바야시 유우 (PC판 게임에선 미등장)

## 게임 정보

### 주제가
- 오프닝곡1：贖罪のラプソディ(속죄의 랩소디) - 모모이 하루코
- 오프닝곡2：原罪のレクイエム (원죄의 레퀴엠)

작사 : KOTOKO 작곡/편곡 : C.G.Mix 노래 : KOTOKO
- 엔딩곡:

## TV 애니메이션

### 스탭
- 원작 : 파자마소프트
- 감독 : 오오바리 마사미
- 기획협력 : STUDIO G-1NEO
- 시리즈 구성 : 호소노 유우지
- 캐릭터 원안 : 오노 테츠야
- 캐릭터 디자인·각화 아이캣치 : 에히메 미칸
- 음악제작 : 5pb.
- 애니메이션 제작 : FRONTLINE
- 제작 : 프리즘 아크 제작위원회(미디어 팩토리, 마벨러스 엔터테인먼트, 5bp, 펜실)

### 주제가
오프닝 테마「그리고 나는…(そして僕は…)」（2화부터）
노래:사카키바라 유이 작사·작곡:시쿠라 치요마루 편곡:이소에 토시미치
제1화 엔딩 테마로도 사용
엔딩 테마「오페라 판타지아(オペラファンタジア)」（2화부터）
노래:momo-i 작사·작곡:시쿠라 치요마루 편곡:이소에 토시미치

### 방영 목록
| 화수 | 부제 (원제/풀이)       | 부제 (원제/풀이) | 방영일           |
| ---- | ---------------------- | ---------------- | ---------------- |
| 1    | 騎士たちの戦場         | 기사들의 전장    | 2007년 10월 8일  |
| 2    | 騎士たちの学園         | 기사들의 학원    | 2007년 10월 15일 |
| 3    | 騎士たちの目標         | 기사들의 목표    | 2007년 10월 22일 |
| 4    | 騎士たちの誇り         | 기사들의 긍지    | 2007년 10월 29일 |
| 5    | 騎士たちの試練         | 기사들의 시련    | 2007년 11월 5일  |
| 6    | 騎士たちの休日         | 기사들의 휴일    | 2007년 11월 12일 |
| 7    | 騎士たちの初陣         | 기사들의 초진    | 2007년 11월 19일 |
| 8    | 彷徨う騎士たち         | 헤메이는 기사들  | 2007년 11월 26일 |
| 9    | 再会する騎士たち       | 재회하는 기사들  | 2007년 12월 3일  |
| 10   | 騎士たちの剣魂(ハート) | 기사들의 마음    | 2007년 12월 10일 |
| 11   | 騎士たちの演舞         | 기사들의 회선곡  | 2007년 12월 17일 |
| 12   | 騎士たちの閃光(アーク) | 기사들의 아크    | 2007년 12월 24일 |

### 원작 게임과 설정이 다른 점
- 원작 게임에선 제3화 경에 카린이 등장하지만 애니메이션에선 하야웨이들이 로젠베르그 기사학원에 입학할 당시에 이미 학원에 와있는 상태였다.

- 원작 게임과는 달리 입학식 전 프리시아와 하야웨이가 숲 속에서 만나는 이벤트가 생략되고 대신 입학식 이벤트가 추가 되었다.

- 원작 게임과는 달리 하야웨이의 능력이 프리시아를 비교적 가볍게 승부하고 천사를 단칼에 쓰러트릴 정도의 수준이며 원작 게임에선 특정 마법에 자질이 있는 사람만이 관련된 프리즘을 사용하여 해당 마법을 구사할 수 있었으나 애니메이션에선 프리즘만 가지고 있으면 누구나 마법을 구사할 수 있는 걸로 설정이 바뀌었다.

## 관련 상품
- 무크
- 소설